# Haus Langenstraße 16
Das Haus Langenstraße 16 befindet sich in Bremen, Stadtteil Mitte, Langenstraße 16. Es entstand um 1590 mit Umbauten von um 1745, 1910 und 1980.
Das Gebäude steht seit 1973 unter Bremer Denkmalschutz.

## Geschichte
Das dreigeschossige, verputzte, rote Giebelhaus mit einem Satteldach und dem prägenden, vierstufigen Giebeldreieck wurde um 1590 in der Epoche der Renaissance gebaut. Nur weniges aus dieser Zeit blieb erhalten. Um 1745 erhielt der Giebel zwei Utluchten im Stil des  Rokokos. 
1910 wurde das Haus nach Plänen von Joseph Ostwald umfassend umgebaut. Durch eine Spende der Rohland-Stiftung blieb das Haus erhalten. Es kam aber ein Geschoss hinzu und die Geschosse des alten Bauwerks schoben sich nun um ein Stockwerk nach oben. Aus den Utluchten wurden Erker auf Konsolen. Der Sandstein-Fassadenschmuck blieb erhalten.
1965 fand eine Sanierung statt mit einer farbigen Neufassung der Fassade. Berater war der Denkmalpfleger Karl Dillschneider. 
1980 kam das Haus in Besitz des Weser-Kuriers. Wieder fand eine Modernisierung statt, bei der die Fassade demontiert und wieder neu aufgebaut werden musste. Hinter dem vorderen kleinen Giebelhausteil befinden sich ein langgestrecktes, viergeschossiges Bürogebäude und im Erdgeschoss die Konzertkasse der Deutschen Kammerphilharmonie Bremen.
Das Landesamt für Denkmalpflege Bremen befand: „Dem Essighaus gegenüber trägt ein weiterer Giebelbau dazu bei, den alten Charakter der Langenstraße in ihrem vorderen Bereich wenigstens ansatzweise anklingen zu lassen....Trotz seiner komplexen Geschichte und seines nicht mehr den Zustand von 1745 repräsentierenden Äußeren ist dieser fragmentarische Bau heute wichtig als Teil eines emotional besetzten historischen Reste-Ensembles.“
Die Gebäude Haus Langenstraße 11: Buchhandlung Storm, Bank für Handel und Gewerbe, Haus Langenstraße 16, Bankhaus Martens und Weyhausen/Essighaus, Stadtwaage mit Wappen, Reliefs und Brunnen sowie das Kontorhaus am Markt bilden das denkmalgeschützte Ensemble an der Langenstraße (Nr. 2 bis 16, 18, 25).